# Chesalles-sur-Moudon
Chesalles-sur-Moudon (toponimo francese) è una frazione di 169 abitanti del comune svizzero di Lucens, nel Canton Vaud (distretto della Broye-Vully).

## Storia

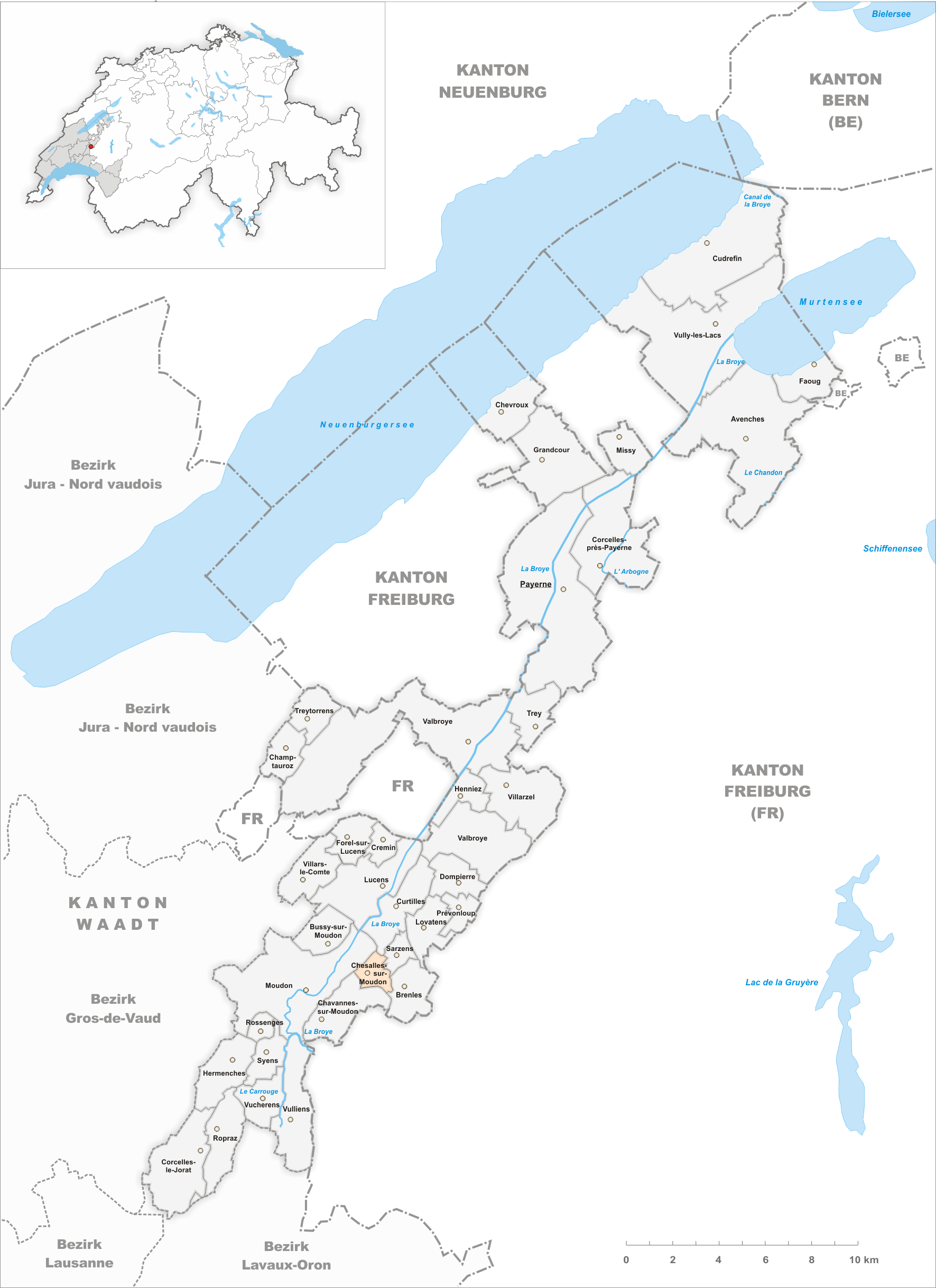
Il territorio del comune di Chesalles-sur-Moudon prima degli accorpamenti comunali del 2017

Già comune autonomo che si estendeva per 1,65 km², nel 2017 è stato accorpato al comune di Lucens assieme agli altri comuni soppressi di Brenles, Cremin, Forel-sur-Lucens e Sarzens.

## Monumenti e luoghi d'interesse

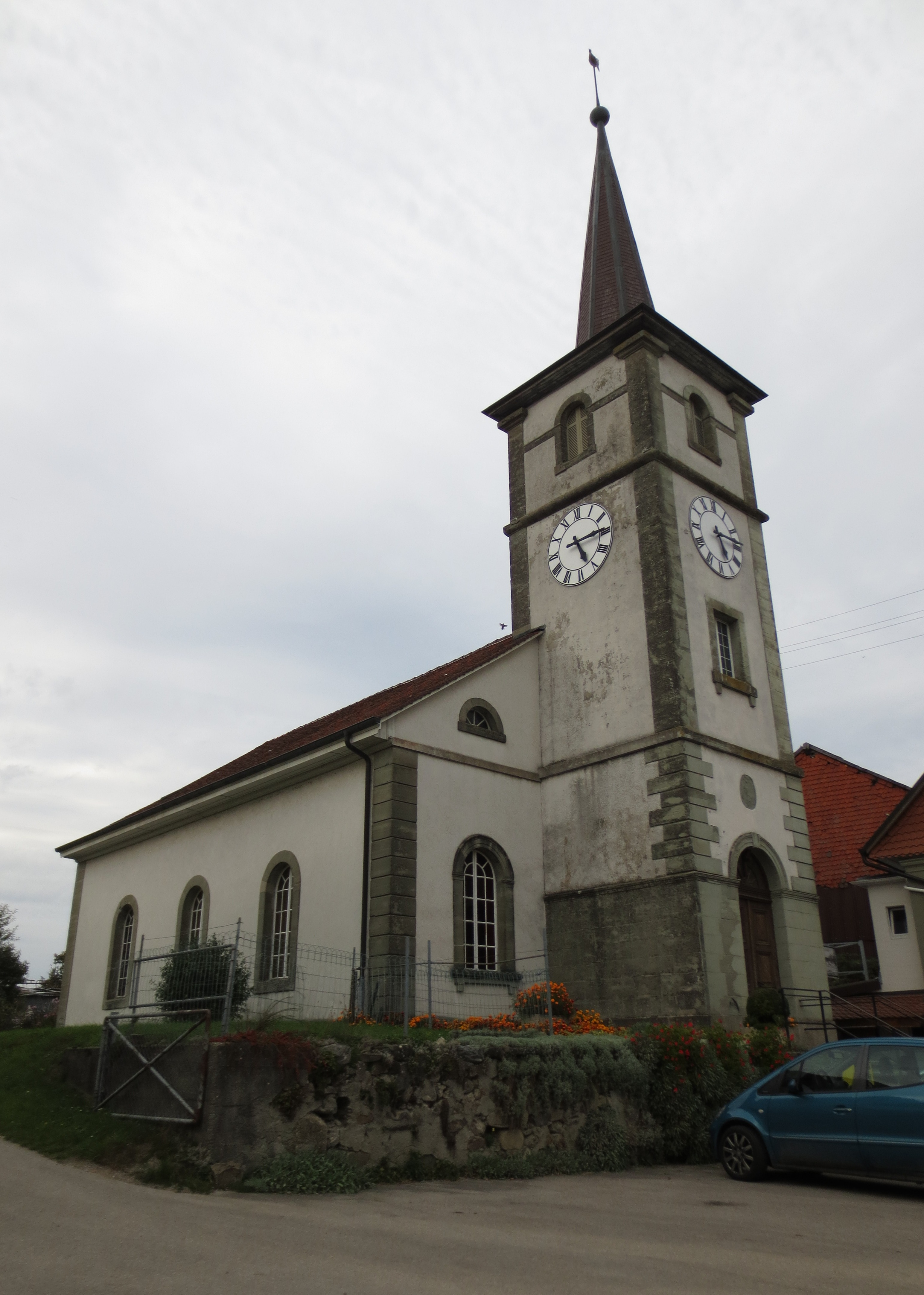
La chiesa

- Chiesa riformata, eretta nel 1846[1].

## Società

### Evoluzione demografica
L'evoluzione demografica è riportata nella seguente tabella:
Abitanti censiti

## Amministrazione
Ogni famiglia originaria del luogo fa parte del cosiddetto comune patriziale e ha la responsabilità della manutenzione di ogni bene ricadente all'interno dei confini della frazione.